# Claudia Bryar
Claudia Bryar (Guymon, Oklahoma, Estados Unidos; 18 de mayo de 1918 - Los Ángeles, California, Estados Unidos; 16 de junio de 2011) fue una primera actriz de cine y televisión estadounidense. Es principalmente conocida por encarnar a la madre biológica de Norman Bates en la cinta de terror Psicosis II.

## Carrera
Fue una de los siete hijos del matrimonio conformado por Ruby Elaine y Ross Rizley, un congresista y juez federal. Estuvo casada con el actor Paul Bryar (nacido bajo el nombre de Gabriel Paul Barrere) hasta su muerte en 1985. La pareja tuvo tres hijos, incluido Paul Barrere, guitarrista y cantante con la banda de rock Little Feat.
Claudia Bryan comenzó a actuar en la pantalla chica norteamericana en la década de 1950 en series como TV Reader's Digest, Father Knows Best, Celebrity Playhouse, Chevron Hall of Stars, State Trooper, Schlitz Playhouse of Stars, Telephone Time, Perry Mason, The Real McCoys y Maverick. Posteriormente hizo decenas de participaciones en miniseries y series exitosas como Dallas, Dinastía y The Twilight Zone. Su especialidad habitual en la televisión  eran papeles de la vecina entrometida, la solterona o la profesional severa. En el episodio The Cure, de la serie de 1960, Wanted: Dead or Alive, Bryar tuvo un papel más grande que el habitual, una romántica protagonista junto al actor Harold J. Stone.
Si bien en cine tuvo varios papeles de reparto recurrentes como en 'Giant, Angel in My Pocket o 'Bad Company,  su papel más recordado es el de la Sra. Emma Spool, la verdadera madre de Norman Bates (Anthony Perkins) y la asesina en serie de Psicosis II, dirigida por Richard Franklin.
Retirada del espectáculo murió por complicaciones naturales de su edad avanzada el 16 de junio de 2011 a los 93 años. La noticia de su muerte fue dada por los obituarios de Los Angeles Times bajo su nombre verdadero de Hortense Barrere.

## Filmografía destacada
- The Houston Story (1956) como Clara Phelan.
- Giant (1956)
- The Wrong Man (1956)
- I Was A Teenage Frankenstein (1957) como La madre de Arlene
- The True Story of Lynn Stuart (1958)  como Nora Efron
- Official Detective, episodio "The Deserted House" (1958), como Melissa Falcon
- A Big Hand for the Little Lady (1966) como la Señora Price
- The Ride to Hangman's Tree (1967) como la Sra. Harmon
- The Shakiest Gun in the West (1968) como la Sra. Remington
- Angel in My Pocket (1969) como la Sra. Axel Gresham
- Gaily, Gaily (1969)
- Bad Company (1972) como Sra. Clum
- Ace Eli and Rodger of the Skies (1973) como Ann
- Pat Garrett & Billy the Kid (1973) como la Sra. Horrell
- Who Will Love My Children? (1983)
- Psicosis II (1983) como la Sra. Emma Spool

## Participaciones destacadas en Televisión
- 1955: TV Reader's Digest
- 1956: Father Knows Best
- 1956: Chevron Hall of Stars
- 1956: Celebrity Playhouse
- 1957: Telephone Time
- 1957: Code 3
- 1957: The Sheriff of Cochise
- 1961: Dennis the Menace
- 1958/1963: Caravana.
- 1973/1975: The Waltons.
- 1975: Petrocelli.
- 1979: Quincy M.E..
- 1981: Hill Street Blues
- 1981: Dallas
- 1983: Dinastía.
- 1986: The Twilight Zone.